# 남화영
남화영(1964년 2월 15일 ~ )는 경상북도 봉화군 출신의 전 대한민국 소방공무원이다. 2024년 9월, 제18대 한국전기안전공사 사장으로 취임했다.

## 경력
- 1986. 03 : 소방장학생 임용(소방장)
- 2009. 07 : 경북소방본부 소방행정과장(소방정)
- 2011. 01 : 문경소방서장
- 2012. 04 : 강원소방학교장
- 2012. 10 : 소방방재청 방호조사과
- 2013. 06 : 소방방재청 소방제도과
- 2015. 02 : 제주소방안전본부장(소방준감)
- 2016. 07 : 대구소방안전본부장(소방준감)
- 2017. 11 : 소방청 운영지원과장
- 2018. 07 : 소방청 소방정책과장
- 2019. 09 : 제17대 경북소방본부장(소방감)
- 2021. 01 : 소방청 소방정책국장
- 2021. 10 : 소방청 화재예방국장
- 2021. 12 : 소방청 차장(12.29. 소방정감)
- 2022. 07 : 제20대 경기도소방재난본부 본부장(소방정감)
- 2022. 10 ~ 2023.05 : 소방청 차장, 소방청장 직무대행
- 2023. 05 ~ 2024.06 : 소방청장
- 2024. 09 ~ : 제18대 한국전기안전공사 사장

## 상훈
- 근정포장(‘20, 11./제58주년 소방의 날 유공)
- 대통령표창(‘13, 11./소방의날 유공)